# NGC 1656
NGC 1656 é uma galáxia espiral (S0-a) localizada na direcção da constelação de Eridanus. Possui uma declinação de -05° 08' 11" e uma ascensão recta de 4 horas, 45 minutos e 53,3 segundos.
A galáxia NGC 1656 foi descoberta em 10 de Fevereiro de 1830 por John Herschel.